# Japan (gruppo musicale)
I Japan sono stati un gruppo musicale new wave britannico attivo dal 1974 al 1982 e che ha raggiunto il successo alla fine degli anni settanta e all'inizio degli anni ottanta, quando sono stati spesso associati al movimento new romantic, sebbene la band abbia sempre negato qualsiasi collegamento.

## Storia del gruppo

### Primi anni
I Japan si sono formati nel 1974 a Catford, a sud di Londra, per iniziativa dei fratelli David Sylvian (chitarra e voce) e Steve Jansen (batteria), del tastierista Richard Barbieri e del bassista Mick Karn, i quali frequentavano la stessa scuola a Catford. I quattro ragazzi si cimentavano con semplici composizioni di Sylvian principalmente per divertimento, a volte con Karn come front-man, a volte con lo stesso Sylvian.
Inizialmente senza nome, scelsero di chiamarsi Japan poco prima del loro primo concerto dal vivo a metà degli anni settanta. Il nome fu scelto provvisoriamente da Sylvian fino a quando non ne avrebbero scelto uno definitivo, ma poi rimase quello per sempre. Al gruppo si aggiunse successivamente il chitarrista Rob Dean. Da lì a breve, dopo aver vinto un concorso per giovani talenti sponsorizzato dalle etichette Ariola Records e Hansa Records, firmarono per la stessa etichetta tedesca nel 1977, diventando un gruppo glam rock sullo stampo di David Bowie, T. Rex, Roxy Music e New York Dolls, sebbene il loro materiale iniziale fosse molto influenzato dal funk. Il primo brano inciso dal gruppo con la Hansa, nel 1977 fu Stateline. Debuttarono un anno dopo, con Adolescent Sex e Obscure Alternatives, due album che non ricevettero molta attenzione da parte del pubblico del Regno Unito e degli Stati Uniti d'America, ma che trovarono favore in Giappone e Paesi Bassi. Entrambi gli album furono prodotti da Ray Singer.
Anche se influenzati da artisti come Lou Reed e The Velvet Underground, New York Dolls, Roxy Music e David Bowie, i due album non furono ben accolti dalla stampa musicale del Regno Unito essendo fuori moda in un momento in cui il punk rock del 1977 e la new wave erano in ascesa. Manager della band fu Simon Napier-Bell, il quale lavorò come manager anche per The Yardbirds, Marc Bolan e Wham!.

### Metà carriera
Nel 1979 la band ha lavorato brevemente con il produttore Giorgio Moroder, che produsse un unico singolo, Life in Tokyo. La canzone rappresentò un significativo cambiamento nello stile musicale dalle loro precedenti registrazioni piene di chitarre, allontanandoli dalle loro radici glam rock e portandoli in una fase più originale e vicina alla new wave più elettronica, esponendola ad un pubblico più vasto.
Lo stile elettronico di Quiet Life (1979), il loro terzo album che fu prodotto dalla band con John Punter e Simon Napier-Bell, mostra i sintetizzatori di Barbieri, Sylvian che canta da baritono, il suono distintivo del basso fretless di Karn, l'originale batteria di Jansen e la chitarra di Dean diventata atmosferica, quasi rarefatta grazie all'uso di un EBow. Quiet Life fu l'ultimo album in studio per la Hansa-Ariola dei Japan, anche se l'etichetta avrebbe poi stampato successivamente la raccolta Assemblage, composto da una serie di singoli remixati e ripubblicati e alcune cover, tra cui All Tomorrow's Parties (già presente del resto nell'album Quiet Life) dei The Velvet Underground e I Second That Emotion di Smokey Robinson & The Miracles.

### Ultimi anni
Dopo aver lasciato la Hansa-Ariola, la band firmò con la Virgin Records, che ha pubblicato i loro ultimi due album in studio, Gentlemen Take Polaroids (1980) e Tin Drum (1981). Con i nuovi album la band affina il nuovo sound e allo stesso tempo aumentano i fan, tuttavia la combinazione dei loro più recenti suoni e il loro nuovo look li ha portati inevitabilmente ad essere associati al movimento New romantic dei primi anni ottanta. La band in realtà aveva sempre usato make-up fin dalla nascita a metà anni '70 alla fine dell'era del glam rock, molti anni prima che il movimento New Romantic fosse iniziato. Indipendentemente da ciò, questo ebbe un effetto positivo sulle vendite di dischi nel Regno Unito e la band cominciò a guadagnare successo.
Il primo singolo ad essere entrato nella Official Singles Chart fu una riedizione di Quiet Life, che ha raggiunto la posizione 19 nell'ottobre 1981. Tre dei singoli estratti dall'album Tin Drum hanno anche raggiunto le prime posizioni della Official Singles Chart, con un singolo non convenzionale, Ghosts, che raggiunge la quinta posizione, diventando il più grande successo nazionale dei Japan. Tin Drum è stato il primo disco dei Japan ad essere certificato dalla BPI con un disco d'argento ad un mese dalla pubblicazione, e raggiungendo il disco d'oro dopo quattro mesi. L'album è spesso visto come uno dei più innovativi degli anni ottanta, con la sua fusione di suoni occidentali e orientali. Nel 2011, 30 anni dopo la sua uscita, Tin Drum è stato premiato dalla BBC Radio 6 Music del premio Goldie per il miglior album del 1981.
L'ultimo tour dei Japan avvenne nel novembre 1982, durante il quale tennero sei concerti di tutto esaurito all'Hammersmith Apollo di Londra. In questa ultima esibizione prese parte anche il chitarrista e tastierista Masami Tsuchiya. Il concerto finale dell'Hammersmith fu registrato per la produzione di Oil on Canvas, un album dal vivo e video pubblicato nel giugno 1983. L'ultimo concerto in assoluto dei Japan si svolse il 16 dicembre 1982 a Nagoya, in Giappone.
A causa dei conflitti di personalità che portano a crescenti tensioni all'interno del gruppo, Tin Drum sembrava essere l'ultimo album in studio della band. Le divergenze a lungo sopite tra i membri della band raggiunsero il culmine quando la ragazza di Karn, la fotografa Yuka Fujii, andò a vivere con Sylvian e i singoli membri decisero di portare avanti i propri progetti. Rob Dean era già partito dopo la pubblicazione di Gentlemen Take Polaroids, dato che la sua chitarra elettrica era superflua per il sound dell'album Tin Drum. Dean successivamente formò la band Illustrated Man. Karn pubblicò il suo primo album da solista, Titles, in contemporanea all'annuncio della scissione della band alla fine del 1982 e nel 1984 è uscito con The Waking Hour, album realizzato in collaborazione con Peter Murphy dei Bauhaus con il nome di Dali's Car.
Durante i primi anni ottanta il tastierista e polistrumentista Ryūichi Sakamoto della Yellow Magic Orchestra (YMO) ha brevemente collaborato con la band, e ha lavorato direttamente al fianco di Sylvian in tracce come Taking Islands in Africa. Oltre alla collaborazione di Sakamoto a Sylvian, Steve Jansen ha lavorato anche col batterista Yukihiro Takahashi della YMO. Sakamoto avrebbe continuato a lavorare con Sylvian sia prima che dopo lo scioglimento del gruppo, coscrivendo le hit Bamboo Houses/Bamboo Music (1982) e Forbidden Colours (1983).
I Japan decisero di sciogliersi proprio mentre stavano iniziando a raggiungere il grande successo commerciale sia nel Regno Unito che a livello internazionale, e con Oil on Canvas arrivò il loro più alto rilevamento nella hit parade nel Regno Unito, raggiungendo la quinta posizione della Official Albums Chart, una rarità per un album dal vivo all'epoca. A questo punto sia Hansa-Ariola che Virgin Records continuarono a pubblicare singoli dei Japan nel 1983 e far guadagnare alla band un totale di nove Top 40 nel Regno Unito.

### Dopo lo scioglimento
Tutti i componenti del gruppo hanno continuato a lavorare su altri progetti, con vari gradi di successo. Dopo le sue collaborazioni con Sakamoto, il primo album solista Brilliant Trees di Sylvian avrebbe raggiunto la Top 5 UK nel 1984, posizione superiore alle posizioni che avevano raggiunto gli album dei Japan. Nel frattempo Karn diventò un turnista molto ricercato e collaborò con artisti come Gary Numan, Kate Bush e Joan Armatrading. Ha raggiunto anche la top 40 hit con una canzone insieme a Midge Ure nel 1983 e ha collaborato con Peter Murphy dei Bauhaus e come il duo Dali's Car pubblicando un album nel 1984.
Jansen e Barbieri hanno lavorato insieme come The Dolphin Brothers. Dean ha inoltre lavorato con Gary Numan e poi con Sinéad O'Connor. Barbieri è inoltre membro stabile del gruppo rock progressivo Porcupine Tree dal 1993.
Nel 1990 i membri dei Japan, eccetto Dean, si riunirono sotto il nome di Rain Tree Crow, pubblicando l'omonimo Rain Tree Crow nel mese di aprile del 1991. Sebbene fosse stato accolto positivamente dalla critica musicale, oltre ad aver raggiunto la Top 25 nel Regno Unito, il gruppo si sciolse nuovamente in seguito agli attriti tra Sylvian e gli altri membri. Venti anni dopo la loro reunion come Rain Tree Crow, il bassista Mick Karn morì di cancro nei primi mesi del 2011.

## Formazione
- David Sylvian – voce, chitarra, tastiera (1974-1982, 1990-1991)
- Rob Dean – chitarra, cori (1975-1981)
- Mick Karn – basso, basso fretless, sassofono, strumenti a fiato, tastiera, cori (1974-1982, 1990-1991)
- Richard Barbieri – tastiere, sintetizzatore (1974-1982, 1990-1991)
- Steve Jansen – batteria, tastiera, percussioni acustiche ed elettroniche (1974-1982, 1990-1991)

### Turnisti dal vivo
- Masami Tsuchiya – chitarra e tastiera (1982)
- Jane Shorter – sassofono (1979-1980)
- David Rhodes – chitarra (1981)

## Discografia

### Album in studio
- 1978 – Adolescent Sex
- 1978 – Obscure Alternatives
- 1979 – Quiet Life
- 1980 – Gentlemen Take Polaroids
- 1981 – Tin Drum
- 1991 – Rain Tree Crow (pubblicato a nome Rain Tree Crow)

### Album dal vivo
- 1983 – Oil on Canvas

### Raccolte
- 1981 – Assemblage
- 1985 – Exorcising Ghosts
- 1996 – The Singles
- 2006 – The Very Best of Japan
- 2009 – The Collection